# BEAMING
株式会社BEAMING（英称：BEAMING Co.）は、東京都品川区に本社を置くライブ・ストリーミングサービス「MUSER」の開発・運営を事業主体とする日本企業。

## 概要
ライブを見ながら、アーティストを応援するための配信プラットフォーム『MUSER（ミューザー）』を運営。サービスの特徴である「ファン特典付き投げ銭」機能は、特許出願済み。競合サービスと比較しても、金額×投げ銭率が高く、アーティストの収益性向上に貢献している。BEAMINGは、"Power to Music. Power to Artists and Fans." をミッションに掲げ、元ミュージシャンの次呂久博幸が「アーティストが音楽でお金を稼げる仕組み」が切実に必要だという経験と信念から事業創出した。この事業を「コロナ禍によって、ライブ配信市場が急拡大しているから」取り組んでいるのでなく、「独立系・職業アーティスト」という選択肢を実現するために、そして彼らが音楽だけで生活ができるような環境を作るために、この事業に取り組んでいる。演奏可能な撮影場所としてBEAMINGオフィスを提供している。

## 沿革

### 2015年
- 5月 - 株式会社BEAMING設立

### 2020年
- 2月 - MUSERの「ライブ生配信とデジタル投げ銭機能」を無償提供。新型コロナウイルスの影響による政府の「イベント自粛要請」に対して、無観客ライブを検討中のイベント主催者やアーティストに向けた施策。
- 9月- 松崎しげる主催の「黒フェス」をMUSERで生配信

### 2021年
- 1月 - 過去配信ライブを一挙配信する「アーカイブ祭」を開催
- 4月 - 飲食業とされるライブハウス支援を開始。保有するライブ配信機材一式・ノウハウを無償提供。
- 9月 - MUSER FEST.2021 -MUSIC AID- を初開催。9月11日～12日の2日間、計24時間にわたって行われたオンラインチャリティフェスとして、国内外24組のアーティストが出演。